# Braux-Sainte-Cohière
 Braux-Sainte-Cohière  es una comuna y población de Francia, en la región de Champaña-Ardenas, departamento de Marne, en el distrito y cantón de Sainte-Menehould.
Su población en el censo de 1999 era de 71 habitantes.
Está integrada en la  Communauté de communes de la Région de Sainte-Menehould .

## Demografía
| 115 | 85 | 56 | 62 | 61 | 71 |
| Para los censos de 1962 a 1999 la población legal corresponde a la población sin duplicidades (Fuente: INSEE [Consultar]) |    |    |    |    |    |